# Luitpoldstraße 8 (Weißenburg)

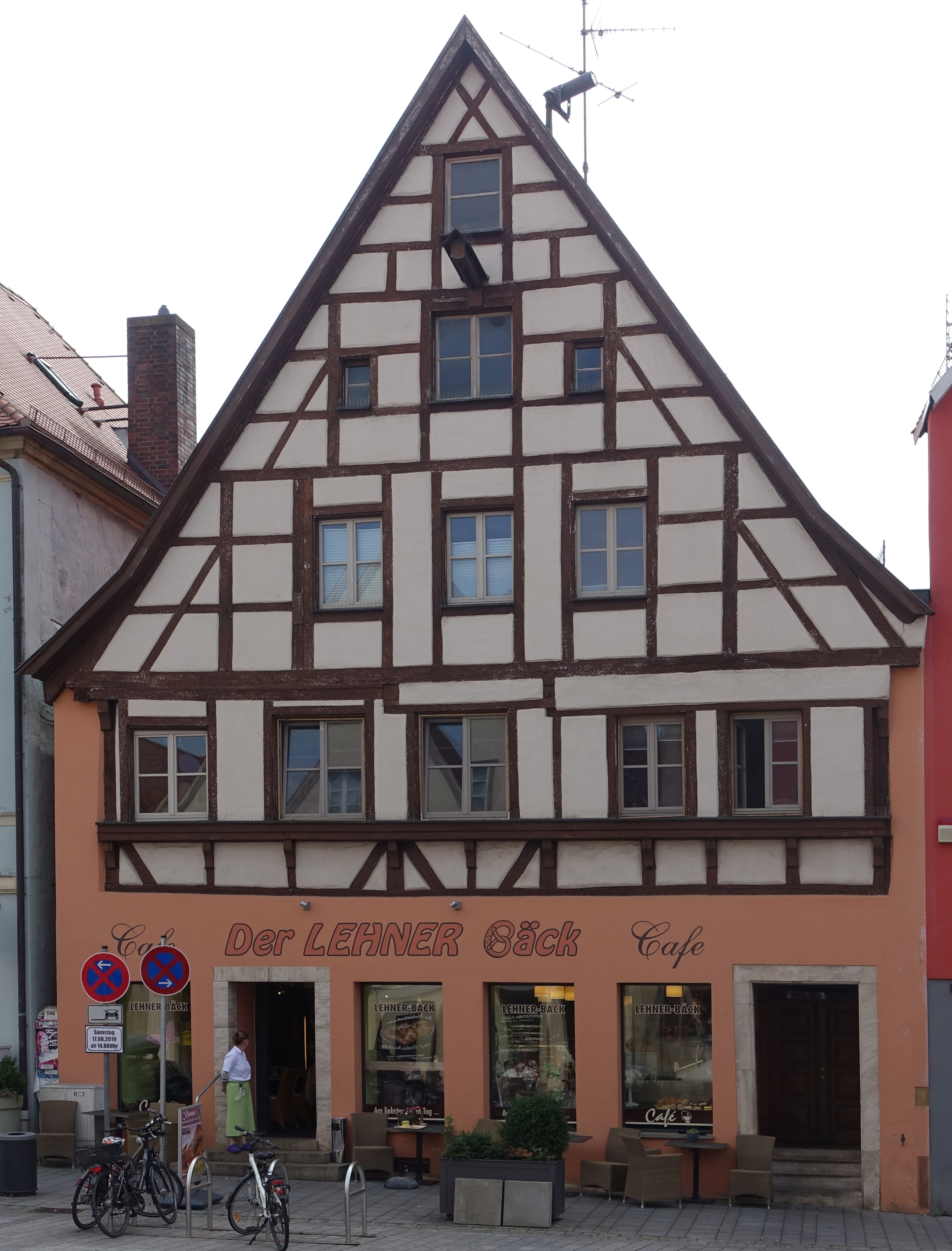
Das Gebäude im August 2019

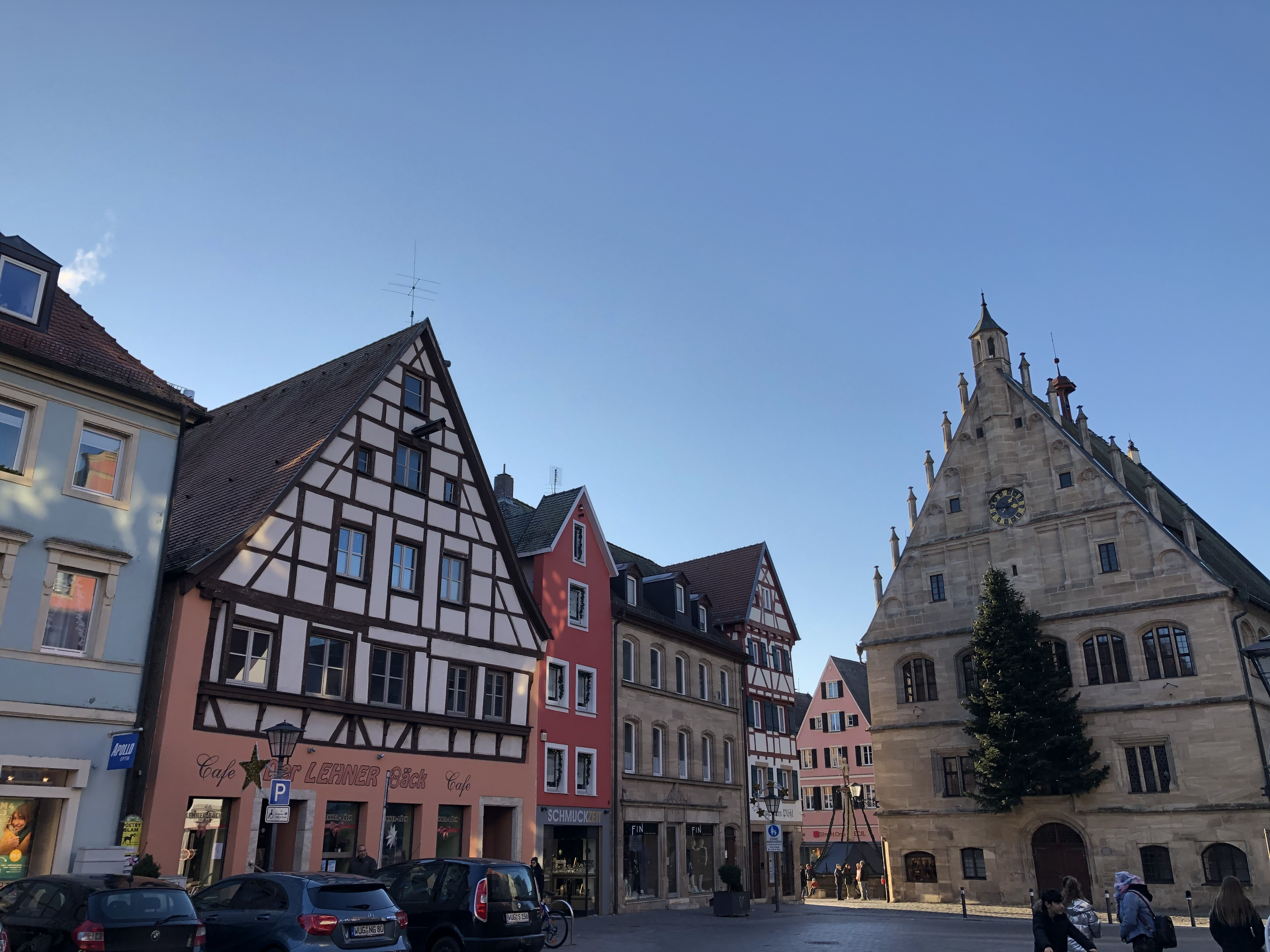
Häuser Luitpoldstraße 10-2 und Gotisches Rathaus

Das Haus Luitpoldstraße 8 ist ein denkmalgeschütztes ehemaliges Bürgerhaus in der Altstadt von Weißenburg in Bayern im mittelfränkischen Landkreis Weißenburg-Gunzenhausen. Es ist unter der Nummer D-5-77-177-239 als Baudenkmal in die Bayerische Denkmalliste eingetragen.
Das Gebäude befindet sich an der Südseite der Luitpoldstraße unweit des Alten Rathauses, umrahmt von weiteren Baudenkmälern auf einer Höhe von 425 Metern über NHN.
Es handelt sich um einen zweigeschossigen Satteldachbau mit fachwerksichtigem Obergeschoss und Giebel. Das Gebäude wurde im 17. Jahrhundert unter Verwendung der Bausubstanz des Vorgängerbaus errichtet. Im späten 18. Jahrhundert fanden Umbauten statt. Heute befindet sich im Erdgeschoss eine Bäckerei, im 1. und 2. Obergeschoss Wohnungen.